# Farrah Fawcett
Farrah Leni Fawcett (alla nascita scritto Ferrah) (Corpus Christi, 2 febbraio 1947 – Santa Monica, 25 giugno 2009) è stata un'attrice statunitense.
Icona della cultura pop e sex symbol degli anni settanta, divenne una star internazionale nel 1976 grazie al ruolo di Jill Munroe nella serie TV Charlie's Angels. Ha poi proseguito una brillante carriera da attrice in teatro, al cinema e in diverse produzioni televisive, ottenendo più volte la candidatura ai Golden Globe e agli Emmy Award.

## Biografia

### Gli anni giovanili
Nata nel 1947 a Corpus Christi (Texas), da James William Fawcett e Pauline Alice, nel 1965 Farrah Fawcett si diplomò alla W.B. Ray High School e l'anno successivo iniziò a frequentare un corso d'arte presso la University of Texas di Austin. Qui venne notata da un pubblicista di Hollywood, in occasione di un servizio giornalistico sulle "Dieci studentesse universitarie più belle" dell'ateneo. Si trasferì allora a Los Angeles per tentare la fortuna, posando come modella e apparendo in tv in alcuni spot commerciali.

### Prime apparizioni televisive e cinematografiche
Fawcett debuttò come attrice televisiva nel telefilm Strega per amore e successivamente in Owen Marshall: Counselor at Law. In seguito apparve in alcuni episodi di Harry O con David Janssen. Nel 1970 le venne offerto un ruolo importante nel film Il caso Myra Breckinridge, tratto da un romanzo satirico di Gore Vidal, accanto a Raquel Welch; il film fu un flop al botteghino e la sua carriera si arenò: nei tre anni seguenti girò solo alcuni spot televisivi.
Nel 1973 il suo neo-marito, l'attore Lee Majors, iniziò a interpretare la serie L'uomo da sei milioni di dollari, e usò la sua influenza per far avere un ruolo anche a Farrah, che iniziò a conquistare popolarità presso il pubblico televisivo, e fu contattata dal produttore Aaron Spelling, che cercava le protagoniste per una nuova serie, Charlie's Angels. Nel 1976, la Pro Arts Inc. propose all'attrice la realizzazione di un poster e venne subito organizzato un servizio fotografico. Il poster, in cui Fawcett indossava un costume da bagno rosso a un pezzo disegnato dalla stilista Norma Kamali, divenne un vero best seller: si stima che ne siano state vendute circa dodici milioni di copie in tutto il mondo.

### La fama internazionale con leCharlie's Angels

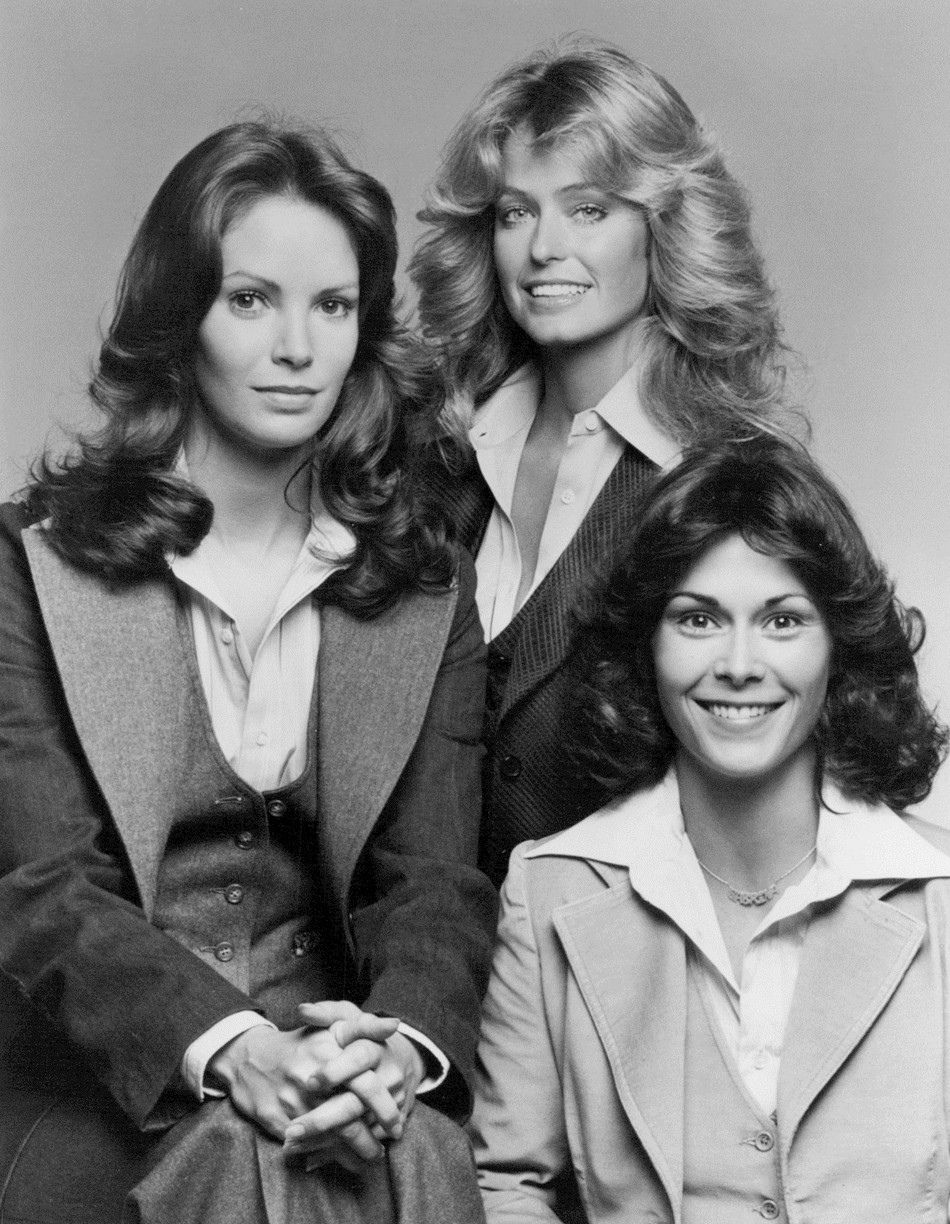
Da sinistra: Jaclyn Smith, Farrah Fawcett e Kate Jackson, le Charlie's Angels

Il 22 settembre 1976 andò in onda il primo episodio della serie Charlie's Angels, con Fawcett nel ruolo di Jill Munroe, una bella detective reclutata dal proprietario di un'agenzia investigativa insieme ad altre due avvenenti colleghe (interpretate da Jaclyn Smith e Kate Jackson). La sua apparizione nel telefilm aumentò le vendite del poster, tanto che le entrate per le royalties della sua immagine superarono il salario percepito per il telefilm. Il taglio di capelli della Fawcett diventò inoltre un trend internazionale.
Mentre il telefilm Charlie's Angels diventava un successo planetario, Fawcett vinse un People's Choice Award per il suo ruolo nella serie. Nel 1977, intervistata dal giornale TV Guide, dichiarò: «Quando Charlie's Angels incominciò ad avere un primo successo, pensai che fosse grazie alla nostra bravura ma, quando ebbe un tale successo internazionale, capii che ciò era dovuto al fatto che nessuna di noi portava il reggiseno.»
Nel frattempo, Lee Majors iniziò a manifestare gelosia nei confronti del successo della moglie, aggravata dal fatto che le riprese di Charlie's Angels portavano Farrah a essere impegnata tutto il giorno sul set. Su pressione di Lee, Fawcett decise quindi di abbandonare la serie dopo solo una stagione. La decisione fu mal accolta da Aaron Spelling, che le intentò una causa da tredici milioni di dollari (cifra molto alta per l'epoca) ed esercitò la sua influenza sugli studios televisivi concorrenti affinché non offrissero lavoro all'attrice, pena il loro coinvolgimento nella causa. La vertenza si risolse con un accordo extragiudiziale: Fawcett pagò una pesante penale e si impegnò a partecipare ad alcuni episodi della terza e della quarta serie in qualità di guest star. Cheryl Ladd la sostituì nel telefilm nel ruolo di Kris Munroe, sorella minore di Jill.

### L'ostracismo e il riscatto nei ruoli drammatici, il successo inOltre ogni limite

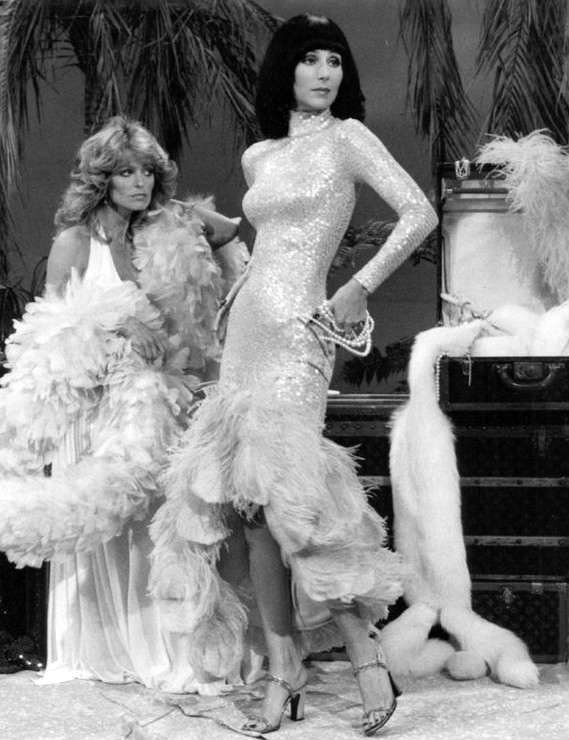
Farrah Fawcett e Cher al The Sonny and Cher Show nel 1976

L'ostracismo di cui fu oggetto Fawcett, dopo la sua decisione di lasciare il telefilm che l'aveva resa una star, ne bloccò la carriera, tanto che negli anni immediatamente successivi l'attrice recitò solo in film di nicchia, come, ad esempio, Saturn 3 (1980). Il riscatto arrivò dal teatro: a Broadway fu infatti la protagonista di Oltre ogni limite, ottenendo un grande successo di pubblico e di critica e poté così tornare a Hollywood per lavorare ancora nel cinema e in televisione.
Nel 1983 venne messo in commercio un profumo Fabergé che portava il suo nome.
Nel 1984 ottenne la prima di tre candidature al premio Emmy per il film televisivo Quando una donna (conosciuto anche con il titolo Autopsia di un delitto), cui seguì, due anni dopo, la candidatura al Golden Globe per il film Oltre ogni limite (1986), in cui interpreta lo stesso ruolo già ricoperto in Oltre ogni limite, ossia una donna che sequestra e tortura il suo stupratore, e che rimane forse il suo più intenso ruolo drammatico. Grazie a Oltre ogni limite, Fawcett riuscì a tornare alla ribalta una volta per tutte, oltre che dimostrare notevoli doti di attrice drammatica.
Interpretò successivamente svariati ruoli, riuscendo a farsi apprezzare dalla critica e dal pubblico. Nel 1986 interpretò la figura di Beate Klarsfeld nel film per la TV Il coraggio di non dimenticare, ruolo che le valse la nomination al Golden Globe. L'anno seguente replicò il successo con un altro personaggio, ricoprì infatti sullo schermo il ruolo di Barbara Hutton nella miniserie televisiva Una povera ragazza ricca - La storia di Barbara Hutton, che le valse un'altra nomination ai Golden Globe.
Nel 1989 affiancò il compagno di una vita Ryan O'Neal nella miniserie TV Sacrificio d'amore. Fu un'altra grande prova per Farrah che ricevette nel 1990 la doppia nomination sia agli Emmy Awards che ai Golden Globe come miglior attrice.

### Gli anni '90 e 2000 fra cinema e TV e il cancro

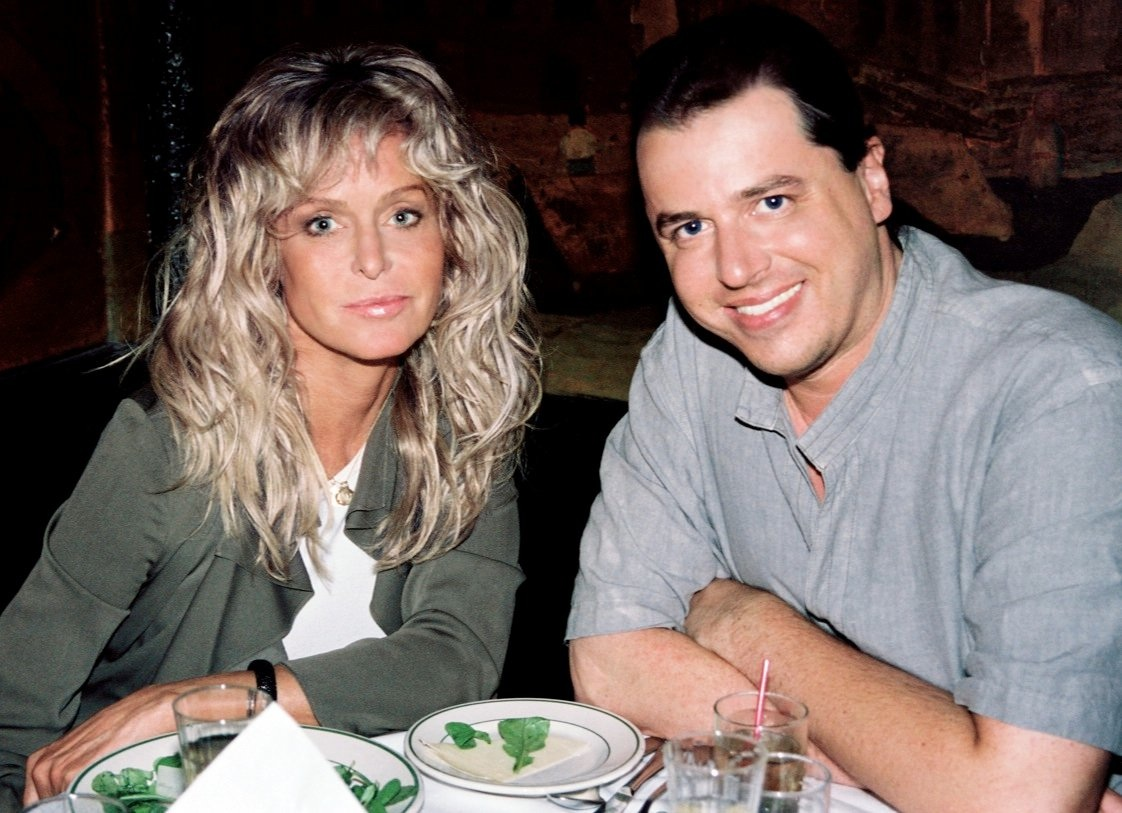
Farrah Fawcett con Craig Nevius (2008)

Fawcett, che rifiutò svariate offerte per posare nuda negli anni settanta e ottanta, nel 1995 decise infine di spogliarsi per la rivista Playboy (esperienza che ripeterà due anni dopo per festeggiare i suoi cinquant'anni); questo numero della rivista divenne quello più venduto degli anni novanta, con più di quattro milioni di copie nel mondo.
Nel 1995 le venne conferita una stella con il suo nome sulla Hollywood Walk of Fame. Nel 1997 l'attrice fu scelta da Robert Duvall per interpretare il ruolo di sua moglie nel film da lui diretto e interpretato L'apostolo, e nel 2000 da Robert Altman per il film Il dottor T & le donne, nel ruolo della moglie di Richard Gere. Fawcett continuò a lavorare per la televisione: apparve in un episodio della serie Ally McBeal e in quattro di Spin City e The Guardian, che le fecero guadagnare la terza candidatura agli Emmy Awards. Il suo ultimo ruolo risale al 2004, nel film The Cookout.
Nel 2006 le fu diagnosticato un cancro anale e nell'aprile 2009 fu ricoverata in Germania per un ultimo e disperato tentativo di salvarla. Nei suoi ultimi mesi di vita, l'attrice partecipò a un documentario sulla sua battaglia contro il cancro, filmato dalla stessa Fawcett e dall'amica e produttrice Alana Stewart, che andò in onda per la NBC il 15 maggio 2009, 40 giorni prima della morte dell'attrice. Il film, La storia di Farrah Fawcett, fu trasmesso negli Stati Uniti con molto scalpore ma allo stesso tempo con successo: venne infatti seguito da 10 milioni di telespettatori e ricevette la nomination agli Emmy Awards tra i migliori programmi dell'anno. In Italia fu trasmesso da Sky.

## Vita privata

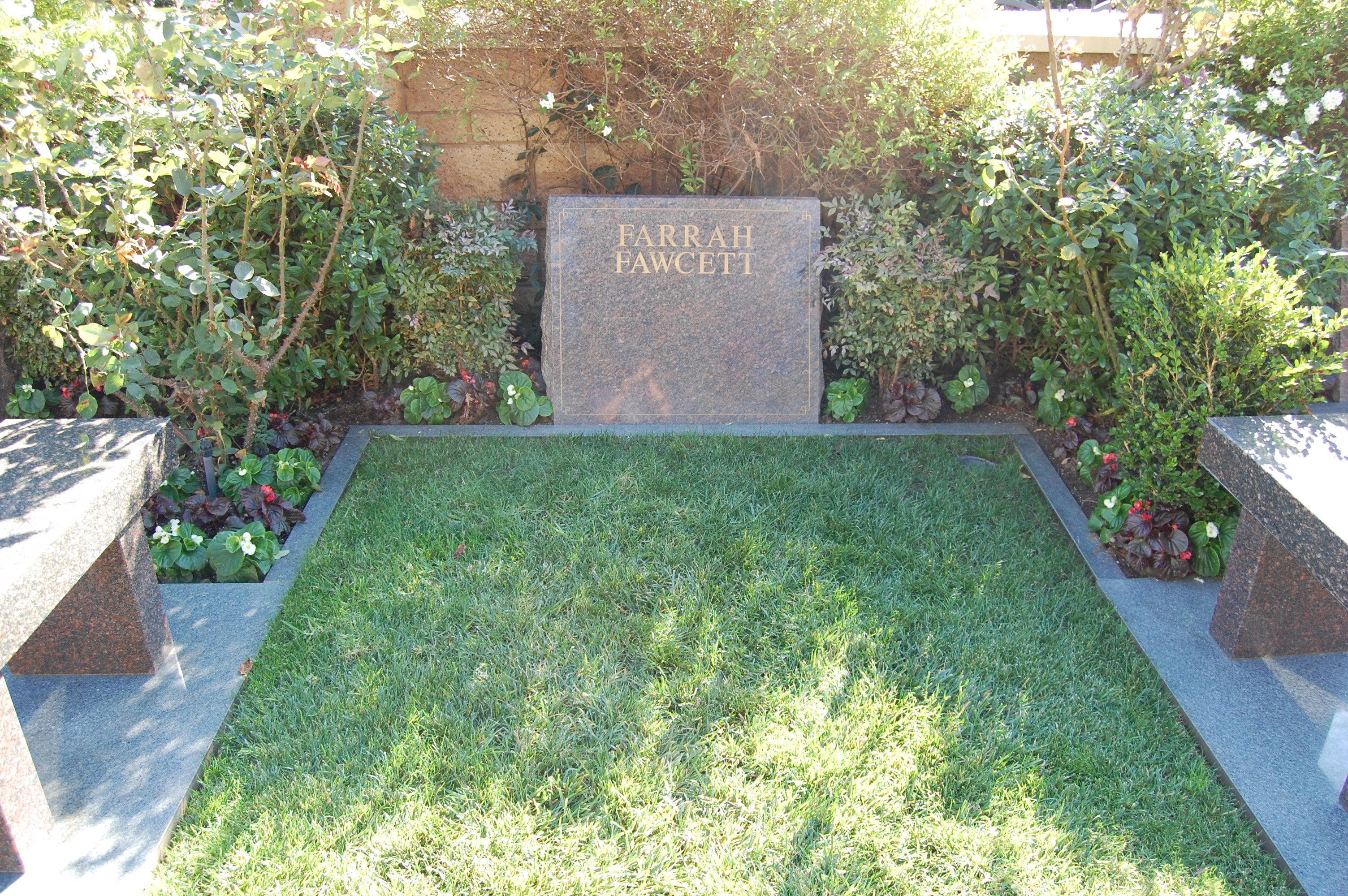
Tomba di Farrah Fawcett

Dopo il matrimonio con Lee Majors (1973-1982), dal 1982 fino alla morte, Fawcett è stata la compagna dell'attore Ryan O'Neal, da cui ha anche avuto un figlio, Redmond O'Neal, nato nel 1985.
Il 22 giugno 2009 il Los Angeles Times riportò la notizia delle imminenti nozze fra O'Neal e Fawcett, che era ormai in fin di vita a causa del suo cancro al colon. I due non fecero però in tempo a sposarsi per l'aggravarsi delle condizioni dell'attrice, che si spense tre giorni dopo, il 25 giugno, al Saint John's Health Center di Santa Monica, lo stesso giorno in cui morì anche Michael Jackson, circostanza questa, data la notorietà della popstar e del tragico evento che ne causò la morte, che fece sì che la notizia della morte dell'attrice passasse quasi inosservata.
Il patrimonio dell'attrice, valutato attorno ai quattro milioni di dollari, è stato ereditato dal figlio Redmond. La salma di Farrah Fawcett riposa al cimitero Westwood Memorial Park di Los Angeles.

### La polemica degli Oscar 2010
Durante la cerimonia dei premi Oscar 2010 è stato trasmesso il tradizionale filmato In memoriam, che offre al pubblico il ricordo delle celebrità che hanno lavorato per il cinema e che sono scomparse durante l'anno appena trascorso. Malgrado la carriera di Farrah Fawcett vantasse la partecipazione a numerosi lavori per il grande schermo, il video commemorativo omise di ricordarla, circostanza che provocò polemiche tra i suoi fan e le proteste dei suoi familiari, oltre che di molti colleghi, come l'attrice Jane Fonda. Dopo le numerose rimostranze, il produttore Bruce Davis si giustificò spiegando che l'attrice non era stata inserita poiché la sua notorietà era prevalentemente legata all'attività televisiva e che, per questo motivo, Fawcett sarebbe stata ricordata durante la cerimonia del premio Emmy, considerato l'Oscar della televisione.

## Filmografia

### Cinema
- Un tipo che mi piace (Un homme qui me plaît), regia di Claude Lelouch (1969)
- Il caso Myra Breckinridge (Myra Breckinridge), regia di Michael Sarne (1970)
- La fuga di Logan (Logan's Run), regia di Michael Anderson (1976)
- Chi ha ucciso suo marito? (Somebody Killed Her Husband), regia di Lamont Johnson (1978)
- Sunburn - Bruciata dal sole (Sunburn), regia di Richard C. Sarafian (1979)
- Un amore perfetto o quasi (An Almost Perfect Affair), regia di Michael Ritchie (1979)
- Saturn 3, regia di Stanley Donen (1980)
- La corsa più pazza d'America (The Cannonball Run), regia di Hal Needham (1981)
- Oltre ogni limite (Extremities), regia di Robert M. Young (1986)
- Ci penseremo domani (See You in the Morning), regia di Alan J. Pakula (1989)
- L'uomo di casa (Man of the House), regia di James Orr (1995)
- L'apostolo (The Apostle), regia di Robert Duvall (1997)
- The Lovemaster, regia di Michael Goldberg (1997)
- Il dottor T & le donne (Dr. T & the Women), regia di Robert Altman (2000)
- The Cookout, regia di Lance Riviera (2004)

### Televisione
- Mayberry R.F.D. – serie TV, episodio 2x05 (1969)
- Three's a Crowd, regia di Harry Falk – film TV (1969)
- Strega per amore (I Dream of Jeannie) – serie TV, episodi 5x08-5x12 (1969)
- The Flying Nun – serie TV, episodi 3x05-3x16 (1969-1970)
- La famiglia Partridge (The Partridge Family) – serie TV, episodio 1x02 (1970)
- Giovani ribelli (The Young Rebels) – serie TV, episodio 1x12 (1970)
- The Feminist and the Fuzz, regia di Jerry Paris – film TV (1971)
- Difesa a oltranza (Owen Marshall: Counselor at Law) – serie TV, episodi 1x07-1x11 (1971)
- Concorso per miss America (The Great American Beauty Contest), regia di Robert Day – film TV (1973)
- Of Men and Women, regia di Robert Day, Roger Duchowny e Lee Philips – film TV (1973)
- The Girl with Something Extra – serie TV, episodio 1x04 (1973)
- The Girl Who Came Gift-Wrapped, regia di Bruce Bilson – film TV (1974)
- Uno sceriffo a New York (McCloud) – serie TV, episodio 4x04 (1974)
- Marcus Welby (Marcus Welby, M.D.) – serie TV, episodio 5x23 (1974)
- Apple's Way – serie TV, episodio 2x05 (1974)
- L'uomo da sei milioni di dollari (The Six Million Dollar Man) – serie TV, 4 episodi (1974-1976)
- S.W.A.T. – serie TV, episodio 1x09 (1975)
- Murder on Flight 502, regia di George McCowan – film TV (1975)
- Harry O – serie TV, 8 episodi (1975-1976)
- Charlie's Angels – serie TV, 29 episodi (1976-1980)
- Il misterioso caso del dottor John Hill (Murder in Texas), regia di William Hale – miniserie TV (1981)
- Professione pericolo (The Fall Guy) – serie TV, episodio 1x01 (1981)
- Quando una donna (The Burning Bed), regia di Robert Greenwald – film TV (1984)
- Ho imparato ad amarti (Between Two Women), regia di Jon Avnet – film TV (1986)
- Il coraggio di non dimenticare (Nazi Hunter: The Beate Klarsfeld Story), regia di Michael Lindsay-Hogg – film TV (1987)
- Una povera ragazza ricca - La storia di Barbara Hutton (Poor Little Rich Girl: The Barbara Hutton Story), regia di Charles Jarrott – miniserie TV (1987)
- Il coraggio di Margaret (Margaret Bourke-White), regia di Lawrence Schiller – film TV (1989)
- Sacrificio d'amore (Small Sacrifices), regia di David Greene – miniserie TV (1989)
- Good Sports – serie TV, 15 episodi (1991)
- Crimini di famiglia (Criminal Behavior), regia di Michael Miller – film TV (1992)
- Una strana storia d'amore (Substitute Wife), regia di Peter Werner – film TV (1994)
- Children of the Dust, regia di David Greene – miniserie TV (1995)
- Dalva, regia di Ken Cameron – film TV (1995)
- Ritorno a Hope (Silk Hope), regia di Kevin Dowling – film TV (1999)
- Ally McBeal – serie TV, episodio 3x06 (1999)
- Baby, regia di Robert Allan – film TV (2000)
- Jewel - Tutto per mia figlia (Jewel), regia di Paul Shapiro – film TV (2001)
- Spin City – serie TV, 4 episodi (2001)
- The Guardian – serie TV, 4 episodi (2002-2003)
- Il prezzo del successo (Hollywood Wives: The New Generation), regia di Paul Shapiro – film TV (2003)
- So Notorious – serie TV, episodio 1x01 (2006)
- La storia di Farrah Fawcett (Farrah's Story), regia di Farrah Fawcett – film TV (2008)

## Nei mass media
- Nel 2013 i Capital Cities con André 3000 dedicano a lei e ai suoi capelli una canzone dal titolo Farrah Fawcett Hair.[6].

## Omaggi
- Il cantante brasiliano Fausto Fawcett, all'anagrafe Fausto Borel Cardoso, si è ispirato alla diva statunitense nella scelta del nome d'arte.
- Il gruppo musicale Capital Cities le ha dedicato la canzone Farrah Fawcett Hair, contenuta nell'album In a Tidal Wave of Mystery.

## Riconoscimenti
Hollywood Walk of Fame
Stella per il suo contributo all'industria televisiva (1995)
Golden Globe
Candidatura:
- Miglior attrice in una serie drammatica, per Charlie's Angels (1977)
- Miglior attrice in una mini-serie o film-Tv, per Quando una donna (1985)
- Miglior attrice in un film, per Oltre ogni limite (1986)
- Miglior attrice in una mini-serie o film-Tv, per Il coraggio di non dimenticare (1987)
- Miglior attrice in una mini-serie o film-Tv, per Una povera ragazza ricca - La storia di Barbara Hutton (1988)
- Miglior attrice in una mini-serie o film-Tv, per Sacrificio d'amore (1990)

Emmy Awards
Candidatura:
- Miglior attrice protagonista in un film-Tv, per Quando una donna (1985)
- Miglior attrice protagonista in una mini-serie, per Sacrificio d'amore (1990)
- Miglior attrice, ospite speciale, in una serie drammatica, per, The Guardian (2003)
- Miglior film-Tv, per La storia di Farrah Fawcett (2009)

People's Choice Awards
Miglior interpretazione in un nuovo Programma Tv, (1977)
- TV Land Award
  - Miglior personaggio fenomenale, per Charlie's Angels (2004)
  - Premio alla carriera, (2004)

Razzie Awards
Candidatura:
- Peggior attrice, per Saturn 3 (1981)
- Peggior attrice non protagonista, per La corsa più pazza d'America (1982)

## Doppiatrici italiane
Nelle versioni in italiano dei suoi film, Farrah Fawcett è stata doppiata da:
- Maria Pia Di Meo in Oltre ogni limite, Ci penseremo domani, Quando una donna, Sacrificio d'amore, Ritorno a Hope
- Rita Savagnone in Chi ha ucciso suo marito?, Sunburn - Bruciata dal sole, Charlie's Angels, La storia di Farrah Fawcett
- Ada Maria Serra Zanetti in Il coraggio di non dimenticare, Il coraggio di Margaret, Spin City, The Guardian
- Cristiana Lionello in Il dottor T e le donne, So Notorious
- Flaminia Jandolo in La fuga di Logan
- Lorenza Biella in Saturn 3
- Livia Giampalmo in La corsa più pazza d'America
- Melina Martello in L'uomo di casa
- Liliana Sorrentino in Ho imparato ad amarti
- Paila Pavese in Una povera ragazza ricca - La storia di Barbara Hutton
- Barbara Castracane in Crimini di famiglia
- Loredana Nicosia in Ally McBeal
- Fabrizia Castagnoli in Jewel - Tutto per mia figlia